# Liste des séries parues dans le Shōjo Comic
Cette page annexe liste l'ensemble des séries de manga étant ou ayant été prépubliées dans le magazine hebdomadaire  Shōjo Comic de l'éditeur Shūeisha.

## Mode d'emploi et cadre de recherche
- Le tableau est triable.
  - Le tableau est, par défaut, affiché dans l'ordre d'apparition. Les 1re et 5e colonnes (« No  » et « Première publication ») trient dans le même ordre.
  - Les séries en cours apparaissent en fin de tableau si le tri est effectué selon la 6e colonne. Elles sont triées entre elles par ordre de première publication.
  - Des clés de tri en hiragana sont utilisées pour la 2de colonne.
  - Les 7e et 8e colonnes disposent d'un système de clés de tri afin de ne pas avoir de diacritique.
- Les 5e et 6e colonnes sont sous la forme « aaaa.nn » où « aaaa » désigne l'année et « nn » le numéro de la publication à prendre en compte.
  - S'il s'agit d'un numéro double, il apparait sous la forme « aaaa.nn/NN » où NN désigne le second numéro.
  - Une balise d'appel de références est automatiquement créée pour chaque année utilisée dans le tableau, il est toutefois nécessaire de créer la référence correspondante en fin de page.
- Deux couleurs sont utilisées dans le tableau pour signaler les manga en cours de publication lors de la dernière mise à jour :

|  | Manga en cours de publication le 29 septembre 2012 ; |

|  | Manga transféré dans un autre magazine et encore en cours de publication le 29 septembre 2012. |

- La 4e colonne (« Titre français ») n'est remplie que s'il existe un titre officiel en français choisi par un éditeur francophone.
- Les liens vers les articles en français se font dans la 4e colonne si elle est remplie, dans la 3e sinon.
- Les liens vers les articles en japonais n'existent que si l'article existe.
- Chaque année, groupe de hiragana ou lettre dispose d'une ancre. Après avoir trié selon ses désirs le tableau, il est possible de faire une recherche grâce au cadre ci-dessous.

| Type                    | Type                    | Liens | Pour les colonnes                                                                           |
| ----------------------- | ----------------------- | --- | ------------------------------------------------------------------------------------------- |
| Par ordre chronologique | Par ordre chronologique | - 1970 - 1973 - 1974 - 1975 - 1976 - 1978 - 1980 - 1981 - 1982 - 1983 1984 - 1985 - 1986 - 1987 - 1989 - 1990 - 1991 - 1995 - 1996 - 1997 1998 - 1999 - 2000 - 2001 - 2002 - 2003 - 2004 - 2005 - 2006 - 2007 2008 - 2009 - 2010 - 2011 - 2012 | No , Première publication, Dernière publication                                             |
| Par ordre chronologique | Par ordre chronologique | En cours | Dernière publication                                                                        |
| Titre                   | Par ordre numérique     | 0 à 9 | Titre japonais, Transcription, Traduction, Titre français, Auteur (dessinateur), Scénariste |
| Titre                   | Par ordre syllabaire    | - あ - か - さ - た - な - は - ま - や - ら - わ - ん | Titre japonais                                                                              |
| Titre                   | Par ordre alphabétique  | - A - B - C - D - E - F - G - H - I - J - K - L - M N - O - P - Q - R - S - T - U - V - W - X - Y - Z | Transcription, Traduction, Titre français, Auteur (dessinateur), Scénariste                 |

## Liste
Liste des séries ayant été pré-publiées dans le magazine Shōjo Comi.
| No     | Titre japonais                                     | Transcription                                   | Titre français                      | Première publication | Dernière publication | Auteur (Dessinateur) | Scénariste |
| ------ | -------------------------------------------------- | ----------------------------------------------- | ----------------------------------- | -------------------- | -------------------- | -------------------- | ---------- |
| 000 c  | んんん                                             | zzzzz                                           | 1970                                | 1970.00              | 1970.00              | zzzzz                | zzzzz      |
| 001    | さすらいの太陽                                     | '                                               | —                                   | 1970.                | 1971.                |                      | —          |
| 002    | 魔女はホットなお年頃                               | '                                               | —                                   | 1970.24              | 1971.10              | Keiko Takemiya       | —          |
| 002 c  | んんん                                             | zzzzz                                           | 1973                                | 1973.00              | 1973.00              | zzzzz                | zzzzz      |
| 003    | ロリィの青春                                       | Lolly no seishun                                | —                                   | 1973.33              | 1975.25              | Kimiko Uehara        | —          |
| 004    | しあわせさん                                       | Shiawase san                                    | —                                   | 1973.50              | 1984.04              | Misako Ichikawa      | —          |
| 004 c  | んんん                                             | zzzzz                                           | 1974                                | 1974.00              | 1974.00              | zzzzz                | zzzzz      |
| 005    | トーマの心臓                                       | Thomas no shinzō                                | Le Cœur de Thomas                   | 1974.19              | 1974.52              | Moto Hagio           | —          |
| 006    | つらいぜ!ボクちゃん                                | '                                               | —                                   | 1974.36              | 1975.42              |                      | —          |
| 007    | ファラオの墓                                       | Pharaoh no haka                                 | —                                   | 1974.38              | 1976.08              | Keiko Takemiya       | —          |
| 008    | 洗礼                                               | Senrei                                          | Baptism                             | 1974.50              | ?.                   | Kazuo Umezu          | —          |
| 008 c  | んんん                                             | zzzzz                                           | 1975                                | 1975.00              | 1975.00              | zzzzz                | zzzzz      |
| 009    | 虹のプレリュード                                   | Niji no prelude                                 | —                                   | 1975.                | 1975.                | Osamu Tezuka         | —          |
| 010    | サイボーグ009 風の都編、雪のカーニバル編、エッダ編 | '                                               | —                                   | 1975.                | 1976.                |                      | —          |
| 010 c  | んんん                                             | zzzzz                                           | 1976                                | 1976.00              | 1976.00              | zzzzz                | zzzzz      |
| 011    | 風と木の詩                                         | Kaze to ki no uta                               | —                                   | 1976.10              | ?.                   | Keiko Takemiya       | —          |
| 011 c  | んんん                                             | zzzzz                                           | 1978                                | 1978.00              | 1978.00              | zzzzz                | zzzzz      |
| 012    | スター・レッド                                     | Star Red                                        | —                                   | 1978.23              | 1979.03              | Moto Hagio           | —          |
| 012 c  | んんん                                             | zzzzz                                           | 1980                                | 1980.00              | 1980.00              | zzzzz                | zzzzz      |
| 013    | スマッシュ!メグ                                    | Smash! Meg..                                    | —                                   | 1980.                | 1982.                | Kayono Saeki         | —          |
| 014    | 陽あたり良好!                                      | Hiatari ryōkō!                                  | —                                   | 1980.02              | 1981.15              | Mitsuru Adachi       | —          |
| 014 c  | んんん                                             | zzzzz                                           | 1981                                | 1981.00              | 1981.00              | zzzzz                | zzzzz      |
| 015    | ライジング!                                        | Rising!                                         | —                                   | 1981.10              | ?.                   | Saeko Himuro         | —          |
| 016    | 那由他                                             | Nayuta                                          | —                                   | 1981.45              | 1982.19              | Junko Sasaki         | —          |
| 016 c  | んんん                                             | zzzzz                                           | 1982                                | 1982.00              | 1982.00              | zzzzz                | zzzzz      |
| 017    | ジョージィ!                                        | Georgie!                                        | Georgie                             | 1982.                | ?.                   | Yumiko Igarashi      | Man Izawa  |
| 017 c  | んんん                                             | zzzzz                                           | 1983                                | 1983.00              | 1983.00              | zzzzz                | zzzzz      |
| 018    | ダークグリーン                                     | Dark Green                                      | —                                   | 1983.02              | 1983.23              | Junko Sasaki         | —          |
| 018 c  | んんん                                             | zzzzz                                           | 1984                                | 1984.00              | 1984.00              | zzzzz                | zzzzz      |
| 019    | 闇のパープル・アイ                                 | Yami no Purple Eye                              | —                                   | 1984.09              | 1987.01              | Chie Shinohara       | —          |
| 019 c  | んんん                                             | zzzzz                                           | 1985                                | 1985.00              | 1985.00              | zzzzz                | zzzzz      |
| 020    | ボーイフレンド                                     | Boyfriend                                       | —                                   | 1985.14              | 1988.07              | Fuyumi Sōryo         | —          |
| 020 c  | んんん                                             | zzzzz                                           | 1986                                | 1986.00              | 1986.00              | zzzzz                | zzzzz      |
| 021    | AIしてウルフBOY                                    | Ai Shite Wolf Boy                               | —                                   | 1986.                | 1987.                | Yukari Ito           | —          |
| 022    | 青りんご迷宮                                       | Ao ringo meikyū                                 | —                                   | 1986.13              | ?.                   | Chiho Saitō          | —          |
| 022 c  | んんん                                             | zzzzz                                           | 1987                                | 1987.00              | 1987.00              | zzzzz                | zzzzz      |
| 023    | 桃花タイフーン!!                                   | Momoka typhoon!!                                | —                                   | 1987.18              | 1989.                | Kazuko Fujita        | —          |
| 023 c  | んんん                                             | zzzzz                                           | 1989                                | 1989.00              | 1989.00              | zzzzz                | zzzzz      |
| 024    | さいとうちほのまんがアカデミア                     | '                                               | —                                   | 1989.                | ?.                   |                      | —          |
| 025    | 天使のTATTOO                                       | Tenshi no tattoo                                | —                                   | 1989.06              | 1989.17              | Chiho Saitō          | —          |
| 026    | ろまんす五段活用                                   | Romansu Godankatsuyō                            | —                                   | 1989.13              | ?.                   | Kazuko Fujita        | —          |
| 026 c  | んんん                                             | zzzzz                                           | 1990                                | 1990.00              | 1990.00              | zzzzz                | zzzzz      |
| 027    | 円舞曲は白いドレスで                               | Waltz wa shiroi dress de                        | —                                   | 1990.01              | ?.                   | Chiho Saitō          | —          |
| 028    | 思春期未満お断り                                   | Shinshunki Miman okotowari                      | Contes d'adolescence                | 1990.02              | ?.                   | Yū Watase            | —          |
| 029    | 真コール!                                          | Makoto Call!                                    | —                                   | 1990.15              | 1992.20              | Kazuko Fujita        | —          |
| 029 c  | んんん                                             | zzzzz                                           | 1991                                | 1991.00              | 1991.00              | zzzzz                | zzzzz      |
| 030    | もう一人のマリオネット                             | Mō hitori no marionette                         | —                                   | 1991.01              | ?.                   | Chiho Saitō          | —          |
| 031    | ふしぎ遊戯                                         | Fushigi Yūgi                                    | Fushigi Yugi                        | 1991.01              | 1996.12              | Yū Watase            | —          |
| 032    | 蒼の封印                                           | Ao no fūin                                      | —                                   | 1991.22              | ?.                   | Chie Shinohara       | —          |
| 032 c  | んんん                                             | zzzzz                                           | 1995                                | 1995.00              | 1995.00              | zzzzz                | zzzzz      |
| 033    | 天は赤い河のほとり                                 | Sora wa akai kawa no hotori                     | —                                   | 1995.03              | 2002.13              | Chie Shinohara       | —          |
| 034    | 裸足のアイツ                                       | Hadashi no aitsu                                | Akari - Hadashi no aitsu            | 1995.18              | 1997.23              | Rie Takada           | —          |
| 034 c  | んんん                                             | zzzzz                                           | 1996                                | 1996.00              | 1996.00              | zzzzz                | zzzzz      |
| 035    | 妖しのセレス                                       | Ayashi no Ceres                                 | Ayashi no Ceres                     | 1996.17              | 2000.04              | Yū Watase            | —          |
| 035 c  | んんん                                             | zzzzz                                           | 1997                                | 1997.00              | 1997.00              | zzzzz                | zzzzz      |
| 036    | 16engage                                           | 16 Engage                                       | —                                   | 1997.02              | 1997.13              | Kaho Miyasaka        | —          |
| 037    | 快感♥フレーズ                                      | Kaikan Phrase                                   | Kaikan Phrase                       | 1997.03・04          | 2000.                | Mayu Shinjō          | —          |
| 038    | Kiss in the Blue                                   | Kiss in the Blue                                | Kiss in the Blue                    | 1997.17              | 1998.16              | Kaho Miyasaka        | —          |
| 038 c  | んんん                                             | zzzzz                                           | 1998                                | 1998.00              | 1998.00              | zzzzz                | zzzzz      |
| 039    | 微熱少女                                           | Binetsu shōjo                                   | Binetsu Shojo                       | 1998.18              | 2001.17              | Kaho Miyasaka        | —          |
| 039 c  | んんん                                             | zzzzz                                           | 1999                                | 1999.00              | 1999.00              | zzzzz                | zzzzz      |
| 040    | ミルククラウン                                     | Milk Crown                                      | —                                   | 1999.18              | 2003.16              | Aqua Mizuto          | —          |
| 040 c  | んんん                                             | zzzzz                                           | 2000                                | 2000.00              | 2000.00              | zzzzz                | zzzzz      |
| 041    | イマドキ!                                          | Imadoki!                                        | Imadoki!                            | 2000.                | 2001.                | Yū Watase            | —          |
| 041 c  | んんん                                             | zzzzz                                           | 2001                                | 2001.00              | 2001.00              | zzzzz                | zzzzz      |
| 042    | HEART                                              | Heart                                           | —                                   | 2001.                | 2003.08              | Rie Takada           | —          |
| 043    | ありす19th                                         | Alice 19th                                      | Alice 19th                          | 2001.                | 2003.07              | Yū Watase            | —          |
| 044    | 悪魔なエロス                                       | Akuma na Eros                                   | —                                   | 2001.03・04          | 2001.24              | Mayu Shinjō          | —          |
| 045    | ガ・マ・ンできない♥                                | Ga.ma.n dekinai                                 | —                                   | 2001.07              | ?.                   | Iori Shigano         | —          |
| 045 c  | んんん                                             | zzzzz                                           | 2002                                | 2002.00              | 2002.00              | zzzzz                | zzzzz      |
| 046    | 天然はちみつ寮。                                   | Tennen Hachimitsu Ryō.                          | —                                   | 2002.                | 2003.                | Aya Oda              | —          |
| 047    | レンアイ至上主義                                   | Renai shijō shugi                               | L'Amour à tout prix                 | 2002.                | 2004.                | Kanan Minami         | —          |
| 048    | イジワルしないで!                                  | Ijiwaru shinaide!                               | —                                   | 2002.02              | ?.                   | Kotomi Aoki          | —          |
| 049    | 「彼」first love                                   | Kare First Love                                 | Kare First Love                     | 2002.03・04          | 2004.22              | Kaho Miyasaka        | —          |
| 050    | 覇王♥愛人                                          | Haō Airen                                       | —                                   | 2002.05              | 2004.08              | Mayu Shinjō          | —          |
| 051    | 朝も、昼も、夜も。                                 | Asa mo, hiru mo, yoru mo.                       | —                                   | 2002.17              | ?.                   | Kotomi Aoki          | —          |
| 051 c  | んんん                                             | zzzzz                                           | 2003                                | 2003.00              | 2003.00              | zzzzz                | zzzzz      |
| 052    | 僕は妹に恋をする                                   | Boku wa imōto ni koiwosuru                      | Secret Sweetheart                   | 2003.02              | 2005.14              | Kotomi Aoki          | —          |
| 053    | そんな声だしちゃイヤ!                              | Sonna koe dashicha iya! Special                 | —                                   | 2003.03・04          | 2004.14              | Iori Shigano         | —          |
| 054    | 恋の飼い方                                         | Koi no kaihō                                    | —                                   | 2003.06              | 2003.09              | Mahiro Sara          | —          |
| 055    | オオカミなんかコワくないっ!?                       | Ookami nanka kowaikunai!?                       | —                                   | 2003.08              | 2003.10              | Gō Ikeyamada         | —          |
| 056    | 秘蜜。ひ、みつ。                                   | '                                               | —                                   | 2003.09              | 2003.13              | Yuka Murata          | —          |
| 057    | 魔法系 彼氏                                        | Mahōkei kareshi                                 | —                                   | 2003.10              | 2003.12              | Amami Harushiro      | —          |
| 058    | 絶対彼氏。                                         | Zettai kareshi                                  | Lui ou rien !                       | 2003.12              | 2004.21              | Yū Watase            | —          |
| 059    | 天才めがねにキメっ!                                | Tensai megane ni kime!                          | —                                   | 2003.13              | 2003.17              | Yuna Anisaki         | —          |
| 060    | 指先から始めたい♥                                  | '                                               | —                                   | 2003.14              | 2003.16              | Haruko Kurumatani    | —          |
| 061    | GET LOVE!!〜フィールドの王子さま〜                 | Get Love!!                                      | —                                   | 2003.16              | 2004.23              | Go Ikeyamada         | —          |
| 062    | H3スクール!                                        | H3 School!                                      | H3 School                           | 2003.17              | 2005.01              | Rie Takada           | —          |
| 063    | ケダモノ少年少女                                   | Kedamono shōnenshōjo                            | —                                   | 2003.18              | 2003.20              | Miyabi Asami         | —          |
| 064    | パラダイスター                                     | Paradistar                                      | —                                   | 2003.18              | 2004.05              | Aya Oda              | —          |
| 065    | 天然妄想使用中                                     | Tennen mōsō shiyōchū                            | —                                   | 2003.21              | 2003.24              | Mahiro Sara          | —          |
| 065 c  | んんん                                             | zzzzz                                           | 2004                                | 2004.00              | 2004.00              | zzzzz                | zzzzz      |
| 066    | お嬢さまとオレさまと                               | Ojōsama to oresama to                           | —                                   | 2004.01              | 2004.06              | Megumi Toda          | —          |
| 067    | 発情マテリアル                                     | Stroke Material                                 | —                                   | 2004.02              | 2004.05              | Kotobuki Atsuta      | —          |
| 068    | 恋愛調教 〜ホスト遊戯〜                            | Ren'ai Chōkyō - Host Yūgi                       | —                                   | 2004.05              | 2004.07              | Watanabe Shiho       | —          |
| 069    | 天神爛漫記 ORIGAMI                                 | Origami                                         | —                                   | 2004.06              | 2004.11              | Aqua Mizuto          | —          |
| 070    | ラブホな関係                                       | Love ho na kankei                               | —                                   | 2004.08              | 2004.10              | Miyabi Asami         | —          |
| 071    | 挑発ベイビー                                       | Chohatsu Baby                                   | —                                   | 2004.09              | 2004.11              | Mahiro Sara          | —          |
| 072    | ラブセレブ                                         | Love Celeb                                      | Love Celeb                          | 2004.11              | 2005.23              | Mayu Shinjō          | —          |
| 073    | 野獣、ふたり。                                     | Yajū, futari.                                   | —                                   | 2004.12              | 2004.14              | Haruko Kurumatani    | —          |
| 074    | 美(ビューティ) !!                                  | Beauty!!                                        | Beauty!!                            | 2004.12              | 2005.16              | Aya Oda              | —          |
| 075    | 先生は生娘がお好き。                               | Sensei wa kimusume ga osuki                     | —                                   | 2004.13              | 2004.15              | Watanabe Shiho       | —          |
| 076    | エキサイト・上等!                                  | Excite Jōtō!                                    | —                                   | 2004.14              | 2004.16              | Kaede Ibuki          | —          |
| 077    | 天国の犬ものがたり                                 | Tengoku no inu monogatari                       | —                                   | 2004.15              | 2004.17              | Atsuko Hotta         | —          |
| 078    | イヤ×して                                          | Iya x Shite                                     | —                                   | 2004.16              | 2004.21              | Miyabi Asami         | —          |
| 079    | 蜜×蜜ドロップス                                    | Mitsu x Mitsu Drops                             | Honey x honey                       | 2004.17              | 2006.15              | Kanan Minami         | —          |
| 080    | かぽーん (>_<)!                                    | Kapo~n (>_<)!                                   | —                                   | 2004.18              | 2005.11              | Iori Shigano         | —          |
| 081    | うりうり・ぐぅ                                     | Uri Uri♥Gū                                      | —                                   | 2004.20              | 2007.24              | Nanno Sonoko         | —          |
| 082    | あたしはペット。                                   | Atashi wa pet                                   | —                                   | 2004.22              | 2004.24              | Yuko Amane           | —          |
| 083    | 少年は甘く愛す                                     | Shōnen wa amaku aisu                            | —                                   | 2004.22              | 2004.24              | Haruko Kurumatani    | —          |
| 084    | 初・恋〜ホスト〜                                   | Hatsukoi - Host                                 | —                                   | 2004.23              | 2005.01              | Watanabe Shiho       | —          |
| 085    | 氷のキスでとろけたい                               | Koori no kiss de toroketai                      | —                                   | 2004.24              | 2005.02              | Miyabi Asami         | —          |
| 085 c  | んんん                                             | zzzzz                                           | 2005                                | 2005.00              | 2005.00              | zzzzz                | zzzzz      |
| 086    | エリートさま 恋・仕様                              | Elite-sama koi shiyō                            | —                                   | 2005.01              | 2005.03・04          | Saki Shiumi          | —          |
| 087    | 誘・惑・者 〜ケダモノトライアングル〜              | Yūwaku sha                                      | —                                   | 2005.02              | 2005.08              | Haruko Kurumatani    | —          |
| 088    | 萌えカレ!!                                         | Moe Kare!!                                      | —                                   | 2005.03・04          | 2006.14              | Go Ikeyamada         | —          |
| 089    | 未成年lovers☆                                      | Miseinen Lovers                                 | —                                   | 2005.05              | ?.                   | Kaho Miyasaka        | —          |
| 090    | 熱視線                                             | Netsu shisen                                    | —                                   | 2005.06              | 2005.08              | Miyabi Asami         | —          |
| 091    | おやすみパンダ                                     | '                                               | —                                   | 2005.06              | 2006.19              |                      | —          |
| 092    | バカでも描けるまんが教室                           | Baka demo kakeru manga kyōshitsu                | —                                   | 2005.07              | 2007.11              | Mayu Shinjō          | —          |
| 093    | 5時から始まるヒミツの時間。                        | 5 ji kara hajimaru himitsu no jikan             | —                                   | 2005.10              | 2005.12              | Yuko Amane           | —          |
| 094    | 敵ハ、コイビト。                                   | Teki wa, koibito.                               | —                                   | 2005.10              | 2005.12              | Saki Shiumi          | —          |
| 095    | Punch!                                             | Punch!                                          | —                                   | 2005.11              | 2005.24              | Rie Takada           | —          |
| 096    | アンニュイな彼女                                   | Ennui na kanojo                                 | —                                   | 2005.12              | 2005.14              | Riko Yamanaka        | —          |
| 097    | アイドルパラダイス                                 | Idol Paradise                                   | —                                   | 2005.13              | 2005.15              | Miyabi Asami         | —          |
| 098    | 爆走!! ラブアタック♡                               | Bakusō!! Love Attack                            | —                                   | 2005.13              | 2005.15              | Watanabe Shiho       | —          |
| 099    | 悪党男子コレクション                               | Akutō Danshi Collection                         | —                                   | 2005.14              | 2005.16              | Haruko Kurumatani    | —          |
| 100    | 18 エイティーン                                    | 18                                              | —                                   | 2005.15              | 2005.17              | Mea Sakisaka         | —          |
| 101    | 恋のひみつきち                                     | Koi no himitsu kichi                            | —                                   | 2005.16              | 2005.20              | Saki Shiumi          | —          |
| 102    | だめだめダーリン                                   | Dame Dame Daring                                | —                                   | 2005.16              | 2005.18              | Yuko Amane           | —          |
| 103    | 僕の初恋をキミに捧ぐ                               | Boku no hatsukoi o kimi ni sasagu               | My First Love                       | 2005.17              | 2008.15              | Kotomi Aoki          | —          |
| 104    | キスだけじゃかえさない。                           | Kiss dake ja kaesanai                           | —                                   | 2005.18              | 2006.12              | Iori Shigano         | —          |
| 105    | ヤンキー愛を誓う                                   | Yankee Ai wo Chikau                             | —                                   | 2005.18              | 2005.22              | Watanabe Shiho       | —          |
| 106    | 禁断婚                                             | Kindan Wedding                                  | —                                   | 2005.19              | 2005.21              | Haruko Kurumatani    | —          |
| 107    | 小悪魔カフェ                                       | Koakuma Café                                    | Playboy Café                        | 2005.19              | 2006.13              | Aya Oda              | —          |
| 108    | 最強エース、舞                                     | Saikyō Ace, Mai                                 | —                                   | 2005.20              | 2005.22              | Mea Sakisaka         | —          |
| 109    | 豹変カレシ。                                       | Hyōhen Kareshi.                                 | —                                   | 2005.21              | 2005.23              | Yuko Amane           | —          |
| 110    | 初♥恋むすび                                        | Hatsu♥koi Musubi                                | —                                   | 2005.22              | 2005.24              | Ryū Yūhi             | —          |
| 111    | 純愛ジャンキー                                     | Junai Junkie                                    | —                                   | 2005.23              | 2006.01              | Saki Shiumi          | —          |
| 111 c  | んんん                                             | zzzzz                                           | 2006                                | 2006.00              | 2006.00              | zzzzz                | zzzzz      |
| 112    | ラブリー♥レッスン                                  | Lovely Lesson                                   | —                                   | 2006.01              | 2006.22              | Mea Sakisaka         | —          |
| 113    | 真夜中はダメよ♥                                    | Mayonaka wa dame yo                             | —                                   | 2006.02              | 2006.05              | Haruko Kurumatani    | —          |
| 114    | 絶対服従!                                          | '                                               | —                                   | 2006.02              | 2006.05              | Yuko Amane           | —          |
| 115    | ご指名! ホスト教師J                                | Goshimei! Host Kyōshi J                         | —                                   | 2006.03・04          | 2006.17              | Watanabe Shiho       | —          |
| 116    | 愛を歌うより俺に溺れろ!                            | Ai o utau yori ore ni oborero !                 | Blaue Rosen                         | 2006.05              | 2007.11              | Mayu Shinjō          | —          |
| 117    | らぶ・はむ プッチ                                  | '                                               | —                                   | 2006.06              | 2008.12              | Natsu Toono          | —          |
| 118    | ガバ・カワ                                         | Gaba Kawa                                       | —                                   | 2006.07              | 2006.12              | Rie Takada           | —          |
| 119    | お嬢様のごほうび                                   | Ojōsama no gohōbi                               | —                                   | 2006.08              | 2006.10              | Kyoko Kumagai        | —          |
| 120    | 美少年のおへや。                                   | Bishōnen no oheya                               | —                                   | 2006.09              | 2006.15              | Haruko Kurumatani    | —          |
| 121    | すぺしゃる・ダーリン                               | Special Darling                                 | —                                   | 2006.12              | 2006.14              | Ryū Yūhi             | —          |
| 122    | ラブリー・マニュアル                               | '                                               | —                                   | 2006.13              | 2006.15              | Mea Sakisaka         | —          |
| 123    | めちゃモテ♥ハニィ                                  | Mecha Mote Honey                                | —                                   | 2006.14              | 2007.08              | Iori Shigano         | —          |
| 124    | 桃色パンチ                                         | Momoiro Punch                                   | —                                   | 2006.14              | 2006.16              | Riko Yamanaka        | —          |
| 125    | LOVEY DOVEY                                        | Lovey Dovey                                     | Lovey Dovey                         | 2006.15              | 2007.20              | Aya Oda              | —          |
| 126    | 恋愛上々↑↑                                         | Renai Jōjō                                      | —                                   | 2006.16              | 2006.18              | Saki Aikawa          | —          |
| 127    | はつめいプリンセス                                 | Hatsumei Princess                               | —                                   | 2006.16              | 2007.10              | Kyoko Kumagai        | —          |
| 128    | 恋敵は子猫ちゃん♥                                  | Koigataki wa Koneko-chan                        | —                                   | 2006.17              | 2006.19              | Yuko Amane           | —          |
| 129    | うわさの翠くん!!                                   | Uwasa no Midori-kun!!                           | Prince Eleven                       | 2006.17              | 2008.14              | Go Ikeyamada         | —          |
| 130    | Kissよりもいじわる                                 | Kiss yori mo ijiwaru                            | —                                   | 2006.18              | 2006.20              | Rin Ayumi            | —          |
| 131    | 狂想ヘヴン                                         | Kyōsō Heaven                                    | Rhapsody in Heaven                  | 2006.18              | 2007.14              | Kanan Minami         | —          |
| 132    | アイドル様の夜のお顔                               | Idol-sama no yoru no okao                       | —                                   | 2006.21              | 2007.01              | Haruko Kurumatani    | —          |
| 133    | 7限目はヒミツ。                                    | 7 Genme wa Himitsu                              | —                                   | 2006.22              | 2006.24              | Kozue Chiba          | —          |
| 134    | 恋するふたりの蜜なやりかた                         | Koisuru futari no mitsu na yarikata             | —                                   | 2006.22              | 2007.02              | Ryū Yūhi             | —          |
| 134 c  | んんん                                             | zzzzz                                           | 2007                                | 2007.00              | 2007.00              | zzzzz                | zzzzz      |
| 135    | 感じるすぺしゃるオーダー                           | Kanjiru Special Order                           | —                                   | 2007.02              | 2007.05              | Kaede Ibuki          | —          |
| 136    | 極上男子と暮らしてます。                           | Gokujō danshi to kurashi temasu.                | —                                   | 2007.03・04          | 2007.15              | Haruko Kurumatani    | —          |
| 137    | 姫系♥ドール                                        | Himekei Doll                                    | Fashion Doll                        | 2007.03・04          | 2007.06              | Mea Sakisaka         | —          |
| 138    | 大神さん家のオオカミくん                           | Oogami-san Chi no Ookami-kun                    | —                                   | 2007.06              | 2007.08              | Miyabi Asami         | —          |
| 139    | あまい*すっぱい*ほろにがい                         | Amai*Suppai*Horonigai                           | —                                   | 2007.07              | 2007.09              | Kozue Chiba          | —          |
| 140    | 売れッッコ!!                                       | '                                               | —                                   | 2007.08              | 2008.01              | Mami Shimizu         | —          |
| 141    | バタフライ キス                                    | Butterfly Kiss Blade                            | —                                   | 2007.09              | 2007.13              | Ryū Yūhi             | —          |
| 142    | とろけるようなキスを奏でて                         | '                                               | —                                   | 2007.09              | 2007.11              |                      | —          |
| 143    | 姫系♥ドール                                        | Himekei Doll                                    | —                                   | 2007.10              | 2008.07              | Mea Sakisaka         | —          |
| 144    | 燃え萌えダーリン                                   | Moe Moe Darling                                 | —                                   | 2007.11              | 2007.16              | Miyabi Asami         | —          |
| 145    | 夜の学校へおいでよ!                                | Yoru no gakkō e oide yo!                        | —                                   | 2007.12              | 2007.14              | Kozue Chiba          | —          |
| 146    | 0から始めるまんが教室                              | 0 kara hajimeru manga kyōshitsu                 | —                                   | 2007.12              | 2009.17              | Haruko Kurumatani    | —          |
| 147    | おうちへ帰ろう。                                   | ōchi e Kaerō                                    | —                                   | 2007.13              | 2007.15              | Shō Ichikawa         | —          |
| 148    | はなしてなんてあげないよ                           | Hanashite nante agenai yo                       | —                                   | 2007.14              | 2007.22              | Iori Shigano         | —          |
| 149    | ほしいのは、あなただけ                             | Hoshii no wa, anata dake                        | —                                   | 2007.15              | 2007.17              | Rin Ayumi            | —          |
| 150    | あなたへのクレッシェンド                           | Anata e no crescendo                            | —                                   | 2007.15              | 2007.17              | Ai Minase            | —          |
| 151    | シークレット・キス                                 | Secret Kiss                                     | —                                   | 2007.16              | 2007.18              | Saki Aikawa          | —          |
| 152    | 恋色旋律☆ダブル王子                                | Koiiro senritsu dōble ōji                       | —                                   | 2007.16              | 2007.18              | Miko Mitsuki         | —          |
| 153    | 放課後オレンジ                                     | Hōkago Orange                                   | Mon ciel après les cours            | 2007.17              | 2008.20              | Kyoko Kumagai        | —          |
| 154    | 危険純愛D.N.A                                      | Kiken Junai D.N.A.                              | —                                   | 2007.18              | 2008.11              | Haruko Kurumatani    | —          |
| 155    | お嬢様のヒミツ♥                                    | Ojōsama no Himitsu                              | —                                   | 2007.18              | 2007.20              | Yuki Shiraishi       | —          |
| 156    | 今日、恋をはじめます                               | Kyō, koi wo hajimemasu                          | Tsubaki Love                        | 2007.19              | 2011.24              | Kanan Minami         | —          |
| 157    | こい♥すた                                          | Koi Suta                                        | —                                   | 2007.19              | 2007.24              | Ryū Yūhi             | —          |
| 158    | ぎゅっとしてチュウ                                 | Gyutto Shite Chū                                | —                                   | 2007.21              | 2007.24              | Kozue Chiba          | —          |
| 159    | 37℃のボーイフレンド                                | 37 °C no Boyfriend                              | —                                   | 2007.21              | 2007.23              | Ai Minase            | —          |
| 160    | HOBBY☆HOBBY                                        | HOBBY☆HOBBY                                     | —                                   | 2007.23              | 2008.01              | Shō Ichikawa         | —          |
| 161    | ラブナイフ                                         | Love Knife                                      | —                                   | 2007.24              | 2008.02              | Miko Mitsuki         | —          |
| 161 c  | んんん                                             | zzzzz                                           | 2008                                | 2008.00              | 2008.00              | zzzzz                | zzzzz      |
| 162    | 箱庭エンジェル                                     | Hakoniwa Angel                                  | Hakoniwa Angel                      | 2008.01              | 2008.22              | Aya Oda              | —          |
| 163    | アクマでコイビト。                                 | Akuma de Koibito                                | —                                   | 2008.01              | 2008.03・04          | Yuki Shiraishi       | —          |
| 164    | オレ様王子                                         | Oresama ōji                                     | —                                   | 2008.02              | 2008.05              | Saki Aikawa          | —          |
| 165    | レイカン・スタイル                                 | '                                               | —                                   | 2008.02              | 2008.16              |                      | —          |
| 166    | クラッシュ☆2                                       | Clash                                           | —                                   | 2008.03・04          | 2008.06              | Mio Mamura           | —          |
| 167    | しいく部                                           | '                                               | —                                   | 2008.03・04          | 2008.12              | Mami Shimizu         | —          |
| 168    | 24COLORS                                           | 24 Colors                                       | —                                   | 2008.05              | 2008.09              | Kozue Chiba          | —          |
| 169    | だから俺にしなよ                                   | Dakara ore ni shina yo                          | —                                   | 2008.06              | 2008.16              | Ai Minase            | —          |
| 170    | 花嫁さまは16歳                                     | Hanayomesama wa 16-sai                          | Jeunes Mariés                       | 2008.07              | 2008.23              | Ryū Yūhi             | —          |
| 171    | 蒼いキセキ                                         | Aoi Kiseki                                      | —                                   | 2008.08              | 2008.12              | Miko Mitsuki         | —          |
| 172    | 委員長の秘メゴト                                   | Iinchō no himegoto                              | —                                   | 2008.10              | 2008.15              | Saki Aikawa          | —          |
| 173    | 君と恋におちる魔法で                               | Kimi to koi ni ochiru mahō de                   | —                                   | 2008.12              | 2008.17              | Kozue Chiba          | —          |
| 174    | 僕らの世界で。                                     | Bokura no sekai de.                             | —                                   | 2008.12              | 2008.14              | Mio Mamura           | —          |
| 175    | イケ☆G                                             | '                                               | —                                   | 2008.12              | 2010.03・04          | Yuka Nanashima       | —          |
| 176    | ギャル華道                                         | Gal Kadō                                        | —                                   | 2008.13              | 2009.02              | Mea Sakisaka         | —          |
| 177    | 二次元王子オオタくん                               | Nijigen ōji Oota-kun                            | —                                   | 2008.13              | —                    | Mami Shimizu         | —          |
| 178    | ぜんぶ ちょーだい                                  | Zenbu chodai                                    | —                                   | 2008.15              | 2009.01              | Haruko Kurumatani    | —          |
| 179    | 恋愛教習所                                         | Renai kyōshūjo                                  | —                                   | 2008.16              | 2008.18              | Rin Ayumi            | —          |
| 180    | 犬じかん                                           | Inu jikan                                       | —                                   | 2008.16              | 2008.18              | Shō Ichikawa         | —          |
| 181    | 恋想のアリア                                       | Rensō no Aria                                   | —                                   | 2008.17              | 2008.21              | Miko Mitsuki         | —          |
| 182    | 極 (°ｅ°)ピヨ                                      | '                                               | —                                   | 2008.17              | 2010.03・04          |                      | —          |
| 183    | 好きです鈴木くん!!                                 | Suki desu Suzuki-kun!!                          | Je t'aime Suzuki !!                 | 2008.18              | 2012.14              | Go Ikeyamada         | —          |
| 184    | センセイと私。                                     | Sensei to watashi                               | —                                   | 2008.19              | 2009.14              | Ai Minase            | —          |
| 185    | アン☆ラッキーガール                                | Unlucky Girl                                    | —                                   | 2008.20              | 2008.22              | Riko Yamanaka        | —          |
| 186    | 僕から君が消えない                                 | Boku kara kimi ga kienai                        | Romantic Obsession                  | 2008.21              | 2009.20              | Saki Aikawa          | —          |
| 187    | ひとりぼっちはさみしくて                           | Hitoribocchi wa samishikute                     | Wings of Freedom                    | 2008.22              | 2009.16              | Kozue Chiba          | —          |
| 188    | プラスチック・ガール                               | Plastic Girl                                    | —                                   | 2008.23              | 2009.03・04          | Yuki Shiraishi       | —          |
| 189    | 空色恋色                                           | Sorairo Koiiro                                  | —                                   | 2008.24              | 2009.02              | Shō Ichikawa         | —          |
| 189 c  | んんん                                             | zzzzz                                           | 2009                                | 2009.00              | 2009.00              | zzzzz                | zzzzz      |
| 190    | 恋、ひらり                                         | Koi, Hirari                                     | —                                   | 2009.01              | 2009.13              | Miko Mitsuki         | —          |
| 191    | セツナユキ                                         | Setsuna Yuki                                    | —                                   | 2009.02              | 2009.05              | Mio Mamura           | —          |
| 192    | 苺時間                                             | Ichigo jikan                                    | —                                   | 2009.03・04          | 2009.14              | Kyoko Kumagai        | —          |
| 193    | ワタシの隣にキュートな君                           | Watashi no tonari ni cute na kimi               | —                                   | 2009.03・04          | 2009.06              | Madoka Miyake        | —          |
| 194    | 雪咲♥恋咲                                          | Yukisaki Koisaki                                | —                                   | 2009.05              | 2009.07              | Kayoru               | —          |
| 195    | カワイイだけじゃモノ足りない!                      | Kawaii dake ja moto tarinai!                    | —                                   | 2009.05              | 2009.15              | Mea Sakisaka         | —          |
| 196    | 暴君とマリアなキミ                                 | Bōkun to Maria na kimi                          | —                                   | 2009.07              | 2009.09              | Ayumi Kokoro         | —          |
| 197    | となりの恋がたき                                   | Tonari no koigataki                             | —                                   | 2009.08              | 2009.19              | Yuki Shiraishi       | —          |
| 198    | 王様の裏シゴト♥                                    | ōsama no ura shigoto                            | —                                   | 2009.10              | 2009.12              | Chise Fujinaka       | —          |
| 199    | 危険地帯男子                                       | Kikenchitai Danshi - Kedamono Black & White     | —                                   | 2009.13              | 2010.06              | Ayumi Kokoro         | —          |
| 200    | 冷え性男子攻略法                                   | Hieshō danshi kōryakuhō                         | —                                   | 2009.14              | 2009.16              | Shippo Sugi          | —          |
| 201    | そのオトコ、お兄ちゃん以上                         | Sono otoko, oniichan ijō                        | —                                   | 2009.15              | 2009.17              | Miki Hattori         | —          |
| 202    | 彼は冷たいフリをして                               | Kare wa tsumetai furi o shite                   | —                                   | 2009.15              | 2009.17              | Yukimo Hoshimori     | —          |
| 203    | 蜜味ブラッド                                       | Mitsu Aji Blood                                 | Honey Blood                         | 2009.16              | 2010.01              | Miko Mitsuki         | —          |
| 204    | なみだうさぎ〜制服の片想い〜                       | Namida Usagi - Seifuku no Kataomoi              | Namida Usagi - Un amour sans retour | 2009.17              | 2012.05              | Ai Minase            | —          |
| 205    | 空色アゲハ                                         | Sorairo Ageha                                   | —                                   | 2009.18              | 2010.05              | Kyoko Kumagai        | —          |
| 206    | 彼氏 年下系。                                      | Kareshi toshishitakei                           | —                                   | 2009.18              | 2009.20              | Rina Yagami          | —          |
| 207    | ザ・まんがSHOW                                     | The Manga Show                                  | —                                   | 2009.19              | 2012.06              | Mami Shimizu         | —          |
| 208    | BLUE                                               | Blue                                            | Blue                                | 2009.19              | 2011.19              | Kozue Chiba          | —          |
| 209    | 虎は甘く牙で噛む                                   | Tora wa amaku kiba de kamu                      | —                                   | 2009.20              | 2010.08              | Mea Sakisaka         | —          |
| 210    | ずっと 好きだったくせに                            | Zutto suki datta kuse ni                        | —                                   | 2009.21              | 2009.23              | Kayoru               | —          |
| 211    | ヒロイン☆コンプレックス                            | Heroine Complex                                 | —                                   | 2009.21              | 2009.23              | Tsuboko Naoda        | —          |
| 212    | 丸岡さん家の教育係                                 | Maruoka-san chi no kyōikugakari                 | —                                   | 2009.24              | 2010.05              | Yuki Shiraishi       | —          |
| 213    | 皇帝限定                                           | Kōtei gentei                                    | —                                   | 2009.24              | 2010.02              | Rina Yagami          | —          |
| 213 c  | んんん                                             | zzzzz                                           | 2010                                | 2010.00              | 2010.00              | zzzzz                | zzzzz      |
| 214    | 16LIFE                                             | 16 Life                                         | —                                   | 2010.01              | 2010.12              | Saki Aikawa          | —          |
| 215    | 彼はS系生徒会長                                    | Kare wa S-kei Seito Kaichō                      | —                                   | 2010.02              | 2010.05              | Nagisa Odagiri       | —          |
| 216    | 美人革命                                           | Bijin kakumei                                   | —                                   | 2010.05              | 2010.07              | Chise Fujinaka       | —          |
| 217    | 先生とナイショ                                     | Sensei to naisho                                | —                                   | 2010.06              | 2010.08              | Mio Mamura           | —          |
| 218    | アフロと呼ばないで                                 | Afro to yobanaide                               | —                                   | 2010.06              | 2010.08              | Shippo Sugi          | —          |
| 219    | L♥L♥B                                              | L♥L♥B                                           | —                                   | 2010.06              | 2010.08              | Ami Shibata          | —          |
| 220    | ももらば                                           | Momo Raba                                       | Momo Lover                          | 2010.07              | 2010.23              | Miko Mitsuki         | —          |
| 221    | ビターな刻印                                       | Bitter na kokuin                                | —                                   | 2010.07              | 2010.09              | Madoka Miyake        | —          |
| 222    | 王冠ラテアート                                     | ōkan Latte Art                                  | —                                   | 2010.08              | 2010.12              | Nagisa Odagiri       | —          |
| 223    | Stand UP!!!!                                       | Stand Up!!!!                                    | —                                   | 2010.09              | 2010.19              | Kyoko Kumagai        | —          |
| 224    | ひみつの彼氏くん                                   | Himitsu no Kareshi-kun                          | —                                   | 2010.09              | 2011.02              | Yuka Nanashima       | —          |
| 225    | 蜜恋Honey                                          | Mitsukoi Honey                                  | —                                   | 2010.09              | 2010.14              | Rina Yagami          | —          |
| 226    | 恋カツ女子注学生日記                               | '                                               | —                                   | 2010.09              | 2011.02              | Miya Sakurai         | —          |
| 227    | 愛してるよバイバイ                                 | Aishiteru yo bye-bye                            | —                                   | 2010.10              | 2010.20              | Ayumi Kokoro         | —          |
| 228    | 嘘つきくすりゆび                                   | Usotsuki kusuriyubi                             | —                                   | 2010.11              | 2010.13              | Miwako Sugiyama      | —          |
| 229    | エアコイ                                           | Air Koi                                         | —                                   | 2010.12              | 2010.14              | Kana Nanajima        | —          |
| 230    | 萌撮♥もえちゃん                                    | Moesatsu Moe-chan                               | —                                   | 2010.14              | 2010.16              | Yukimo Hoshimori     | —          |
| 231    | LOVE・ZIPPER                                       | Love Zipper                                     | Love Zipper                         | 2010.15              | 2010.19              | Yuki Shiraishi       | —          |
| 232    | 恋に落ちた完璧くん                                 | Koi ni ochita Kanpeki-kun                       | —                                   | 2010.15              | 2010.17              | Saki Shiumi          | —          |
| 233    | キミと恋の途中                                     | Kimi to koi no tochū                            | In love with You                    | 2010.16              | 2011.07              | Saki Aikawa          | —          |
| 234    | 花にけだもの                                       | Hana ni kedamono                                | La Rose et le Démon                 | 2010.17              | —                    | Miwako Sugiyama      | —          |
| 235    | イヤだなんて言わせない                             | Iya da nante iwasenai                           | —                                   | 2010.18              | 2011.02              | Kana Nanajima        | —          |
| 236    | 忍恋                                               | Ninkoi                                          | —                                   | 2010.20              | 2010.22              | Miki Hattori         | —          |
| 237    | 瞬きするたび、恋をする                             | Matataki suru tabi, koi o suru                  | —                                   | 2010.21              | 2011.01              | Mea Sakisaka         | —          |
| 238    | 美形がそんなにえらいのか?                          | Bikei ga sonna ni erai no ka?                   | —                                   | 2010.22              | 2010.24              | Nagisa Odagiri       | —          |
| 239    | Bloody Kiss                                        | Bloody Kiss                                     | —                                   | 2010.24              | 2011.02              | Rina Yagami          | —          |
| 239 c  | んんん                                             | zzzzz                                           | 2011                                | 2011.00              | 2011.00              | zzzzz                | zzzzz      |
| 240    | 1/2LOVE!                                           | 1/2 Love!                                       | —                                   | 2011.01              | 2011.03・04          | Kayoru               | —          |
| 241    | ペペロン!!                                         | '                                               | —                                   | 2011.01              | —                    |                      | —          |
| 242    | アリス微熱38℃                                      | Alice Binetsu 38 °C - We Are Tsubasa ga Oka D.C | —                                   | 2011.02              | 2011.22              | Ayumi Kokoro         | —          |
| 243    | 新婚 (仮)中♥                                       | Shinkon (Kari)chū                               | —                                   | 2011.03・04          | 2011.06              | Yukimo Hoshimori     | —          |
| 244    | 彼と彼女がウソをつく日                             | Kare to kanojo ga uso o tsuku hi                | —                                   | 2011.03・04          | 2011.05              | Hisa Kyōmachi        | —          |
| 245    | あやかし緋扇                                       | Ayakashi hisen                                  | —                                   | 2011.05              | —                    | Kyoko Kumagai        | —          |
| 246    | 世界擬人化計画colors!!                             | '                                               | —                                   | 2011.05              | ?.                   | Tsuboko Naoda        | —          |
| 247    | にゃんトラ。                                       | Nyan Tora.                                      | —                                   | 2011.06              | 2011.16              | Miko Mitsuki         | —          |
| 248    | 溺愛オレ様テーラー                                 | Dekiai oresama tailor                           | —                                   | 2011.07              | 2011.11              | Rina Yagami          | —          |
| 249    | ナツメキッ!!                                       | Natsumeki!!                                     | —                                   | 2011.08              | —                    | Kana Nanajima        | —          |
| 250    | ピンクな保健室                                     | Pink na hokenshitsu                             | —                                   | 2011.08              | —                    | Miya Sakurai         | —          |
| 251    | センセイの彼女                                     | Sensei no kanojo                                | —                                   | 2011.10              | 2011.12              | Hisa Kyōmachi        | —          |
| 252    | シェイクスピアのお気に召すまま                     | Shakespeare no oki ni mesu mama                 | —                                   | 2011.11              | 2011.13              | Chise Fujinaka       | —          |
| 253    | かなめエトワール                                   | Kaname étoile                                   | —                                   | 2011.13              | 2011.15              | Kayoru               | —          |
| 254    | ナイショノジカン                                   | Naisho no jikan                                 | —                                   | 2011.14              | 2011.18              | Saki Aikawa          | —          |
| 255    | 私立白薔薇学園の秘密                               | Shiritsu shirobara gakuen no himitsu            | —                                   | 2011.16              | 2011.18              | Yukimo Hoshimori     | —          |
| 256    | プロポーズのオキテ                                 | Propose no Okite                                | —                                   | 2011.19              | 2011.23              | Hisa Kyōmachi        | —          |
| 257    | 心友と私のスキな人                                 | Shinyū to watashi no suki na hito               | —                                   | 2011.20              | 2011.22              | Rina Yagami          | —          |
| 258    | 王様とふしぎの城                                   | ōsama to fushigi no shiro                       | —                                   | 2011.21              | 2012.01              | Miko Mitsuki         | —          |
| 259    | 片恋電車                                           | Katakoi densha                                  | —                                   | 2011.22              | 2012.02              | Yukimo Hoshimori     | —          |
| 260    | ゴクジョ!!                                         | Gokujo!! - Kumichō Hajimemashita                | —                                   | 2011.23              | 2012.01              | Hikaru Asagi         | —          |
| 261    | くれよん・でいず                                   | Crayon Days - Daikirai na Aitsu                 | —                                   | 2011.24              | —                    | Kozue Chiba          | —          |
| 261 c  | んんん                                             | zzzzz                                           | 2012                                | 2012.00              | 2012.00              | zzzzz                | zzzzz      |
| 262    | パパとママはじめました。                           | Papa to mama hajimemashita.                     | —                                   | 2012.01              | 2012.12              | Shō Ichikawa         | —          |
| 263    | 大好きだったよ、先生…                              | Daisuki datta yo, sensei...                     | —                                   | 2012.01              | 2012.02              | Yuki Shiraishi       | —          |
| 264    | 薔薇と銃弾                                         | Bara to jūdan                                   | —                                   | 2012.02              | 2012.07              | Kayoru               | —          |
| 265    | ラブレター Dear×××世界で一番大好きな君へ           | '                                               | —                                   | 2012.02              | 2012.03・04          | Ayumi Kokoro         | —          |
| 266    | 君はまるで、あの花のようで。                       | Kimi wa maru de, ano hana no yō de.             | —                                   | 2012.03・04          | 2012.06              | Misaki Gotō          | —          |
| 267    | スキ泣キコイ                                       | Suki natsuki koi                                | —                                   | 2012.05              | 2012.15              | Hisa Kyōmachi        | —          |
| 268    | いちごスイッチ!                                    | Ichigo Switch!                                  | —                                   | 2012.06              | 2012.08              | Nagisa Odagiri       | —          |
| 269    | みんな、片想いばかりしてる。                       | Minna, Kataomoi Bakari Shiteiru.                | —                                   | 2012.06              | 2012.10              | Rina Yagami          | —          |
| 270    | 不貞で不埒な兄ですが。                             | Futei de furachi na ani desu ga.                | —                                   | 2012.07              | 2012.11              | Yuki Shiraishi       | —          |
| 271    | マンガのお仕事!!!!                                 | '                                               | —                                   | 2012.08              | —                    | Shippo Sugi          | —          |
| 272    | りんごは恋ずっぱい                                 | Ringo wa koi zuppai                             | —                                   | 2012.08              | 2012.12              | Yukimo Hoshimori     | —          |
| 273    | 先生♥アディクト                                    | Sensei Addict                                   | —                                   | 2012.09              | 2012.13              | Ayumi Kokoro         | —          |
| 274    | ハチミツにはつこい                                 | Hachimitsu ni hatsukoi                          | —                                   | 2012.11              | —                    | Ai Minase            | —          |
| 275    | 危険なキスは蜜の味                                 | Kiken na kiss wa mitsu no aji                   | —                                   | 2012.12              | 2012.14              | Mio Mamura           | —          |
| 276    | カノジョはアイツのお墨つき                         | Kanojo wa aitsu no osumitsuki                   | —                                   | 2012.13              | 2012.15              | Marina Umezawa       | —          |
| 277    | オオカミにくちづけ                                 | Ookami ni kuchizuke                             | —                                   | 2012.14              | —                    | Rina Yagami          | —          |
| 278    | 王子どもと同棲はじめてみます。                     | ōji domo to dōsei hajimete mimasu.              | —                                   | 2012.15              | 2012.17              | Nagisa Odagiri       | —          |
| 279    | 絶対恋愛プログラム                                 | Zettai renai program                            | —                                   | 2012.15              | —                    | Kayoru               | —          |
| 280    | はんぶんこのカケラ                                 | Hanbunko no kakera                              | —                                   | 2012.16              | 2012.18              | Misaki Gotō          | —          |
| 281    | カヲルくんと花の森                                 | Kaoru-kun to hana no mori                       | —                                   | 2012.16              | 2013.01              | Yuki Shiraishi       | —          |
| 282    | ヒミツなキミに恋をした。                           | Himitsu na kimi ni koi o shita.                 | —                                   | 2012.17              | —                    | Yukimo Hoshimori     | —          |
| 283    | 小林が可愛すぎてツライっ!!                         | Kobayashi ga kawai sugite tsurai!!              | —                                   | 2012.18              | —                    | Go Ikeyamada         | —          |
| 996 01 | んんん                                             | zzzzz                                           | En cours                            | 9996.01              | 9996.1968 00         | zzzzz                | zzzzz      |
| 997 01 | 00000                                              | 00000                                           | 0-9                                 | 9997.01              | 9997.01              | 00000                | 00000      |
| 998 01 | あ                                                 | zzzzz                                           | あ à お                             | 9998.01              | 9998.01              | zzzzz                | zzzzz      |
| 998 02 | か                                                 | zzzzz                                           | か à こ                             | 9998.02              | 9998.02              | zzzzz                | zzzzz      |
| 998 03 | さ                                                 | zzzzz                                           | さ à そ                             | 9998.03              | 9998.03              | zzzzz                | zzzzz      |
| 998 04 | た                                                 | zzzzz                                           | た à と                             | 9998.04              | 9998.04              | zzzzz                | zzzzz      |
| 998 05 | な                                                 | zzzzz                                           | な à の                             | 9998.05              | 9998.05              | zzzzz                | zzzzz      |
| 998 06 | は                                                 | zzzzz                                           | は à ほ                             | 9998.06              | 9998.06              | zzzzz                | zzzzz      |
| 998 07 | ま                                                 | zzzzz                                           | ま à も                             | 9998.07              | 9998.07              | zzzzz                | zzzzz      |
| 998 08 | や                                                 | zzzzz                                           | や à よ                             | 9998.08              | 9998.08              | zzzzz                | zzzzz      |
| 998 09 | ら                                                 | zzzzz                                           | ら à ろ                             | 9998.09              | 9998.09              | zzzzz                | zzzzz      |
| 998 10 | わ                                                 | zzzzz                                           | わ à を                             | 9998.10              | 9998.10              | zzzzz                | zzzzz      |
| 998 11 | ん                                                 | zzzzz                                           | ん                                  | 9998.11              | 9998.11              | zzzzz                | zzzzz      |
| 999 01 | んんん                                             | A                                               | A                                   | 9999.01              | 9999.01              | A                    | A          |
| 999 02 | んんん                                             | B                                               | B                                   | 9999.02              | 9999.02              | B                    | B          |
| 999 03 | んんん                                             | C                                               | C                                   | 9999.03              | 9999.03              | C                    | C          |
| 999 04 | んんん                                             | D                                               | D                                   | 9999.04              | 9999.04              | D                    | D          |
| 999 05 | んんん                                             | E                                               | E                                   | 9999.05              | 9999.05              | E                    | E          |
| 999 06 | んんん                                             | F                                               | F                                   | 9999.06              | 9999.06              | F                    | F          |
| 999 07 | んんん                                             | G                                               | G                                   | 9999.07              | 9999.07              | G                    | G          |
| 999 08 | んんん                                             | H                                               | H                                   | 9999.08              | 9999.08              | H                    | H          |
| 999 09 | んんん                                             | I                                               | I                                   | 9999.09              | 9999.09              | I                    | I          |
| 999 10 | んんん                                             | J                                               | J                                   | 9999.10              | 9999.10              | J                    | J          |
| 999 11 | んんん                                             | K                                               | K                                   | 9999.11              | 9999.11              | K                    | K          |
| 999 12 | んんん                                             | L                                               | L                                   | 9999.12              | 9999.12              | L                    | L          |
| 999 13 | んんん                                             | M                                               | M                                   | 9999.13              | 9999.13              | M                    | M          |
| 999 14 | んんん                                             | N                                               | N                                   | 9999.14              | 9999.14              | N                    | N          |
| 999 15 | んんん                                             | O                                               | O                                   | 9999.15              | 9999.15              | O                    | O          |
| 999 16 | んんん                                             | P                                               | P                                   | 9999.16              | 9999.16              | P                    | P          |
| 999 17 | んんん                                             | Q                                               | Q                                   | 9999.17              | 9999.17              | Q                    | Q          |
| 999 18 | んんん                                             | R                                               | R                                   | 9999.18              | 9999.18              | R                    | R          |
| 999 19 | んんん                                             | S                                               | S                                   | 9999.19              | 9999.19              | S                    | S          |
| 999 20 | んんん                                             | T                                               | T                                   | 9999.20              | 9999.20              | T                    | T          |
| 999 21 | んんん                                             | U                                               | U                                   | 9999.21              | 9999.21              | U                    | U          |
| 999 22 | んんん                                             | V                                               | V                                   | 9999.22              | 9999.22              | V                    | V          |
| 999 23 | んんん                                             | W                                               | W                                   | 9999.23              | 9999.23              | W                    | W          |
| 999 24 | んんん                                             | X                                               | X                                   | 9999.24              | 9999.24              | X                    | X          |
| 999 25 | んんん                                             | Y                                               | Y                                   | 9999.25              | 9999.25              | Y                    | Y          |
| 999 26 | んんん                                             | Z                                               | Z                                   | 9999.26              | 9999.26              | Z                    | Z          |